# Göygöl (stad)
Göygöl (tidigare känd som Helenendorf, Yelenino respektive Xanlar) är en stad i västra Azerbajdzjan, cirka 300 kilometer väster om huvudstaden Baku. Staden ligger 686 meter över havet och antalet invånare är 17 816. Den utgör administrativ huvudort i distriktet Göygöl.

## Geografi
Terrängen runt Göygöl är varierad, och sluttar norrut. Runt Yelenendorf är det ganska tätbefolkat, med 52 invånare per kvadratkilometer.. Närmaste större samhälle är Ganja, 11,3 km norr om Göygöl.
Trakten runt Göygöl består till största delen av jordbruksmark.